# Out Here on My Own
Out Here on My Own es el primer álbum de estudio del cantautor estadounidense Lamont Dozier. Fue publicado en noviembre de 1973 a través de ABC Records.

## Relanzamientos
El 7 de octubre de 2022, el sello discográfico Classics France reeditó el álbum en CD junto con Black Bach (1974).

## Recepción de la crítica
Un escritor no especificado de la revista Record World declaró: “Un tercio del legendario equipo de compositores sale como vocalista y, con canciones y producción de McKinley Jackson, se destaca como un artista importante con un gran potencial en las listas. Las canciones más fuertes del álbum incluyen una versión larga del sencillo «Trying to Hold on to My Woman» y un excelente «Breaking Out All Over»”. Un escritor no especificado de la revista Cash Box comentó: “Todo lo que esperarías de uno de los compositores más prolíficos y prestigiosos de Estados Unidos se encuentra aquí en abundancia en el álbum debut en solitario del artista. Habiendo sido coautor de muchos de los mayores éxitos de los últimos años, Lamont tiene la mano en el pulso del negocio y, armado con este conocimiento, ha creado una envidiable colección de canciones que incluyen «Breaking Out All Over», «Trying to Hold on to My Woman» y la emocionante canción que da nombre al álbum. McKinley Jackson produjo el LP y la mano de obra es impecable”. Un escritor no especificado de la revista Billboard escribió: “El compositor convertido en cantante suena fuerte y confiado al interpretar siete temas de McKinley Jackson y James Reddick. Jackson también es el productor y pianista. El LP encaja en el molde de un paquete comercial con «Trying to Hold on to My Woman», «Take Off Your Makeup» y «Fish Ain't Bitin'» como los cortes más llamativos”.

## Lista de canciones
Todas las canciones escritas y compuestas por McKinley Jackson y James Reddick, excepto donde esta anotado. 
| Lado uno |                                                                           |          |  |
| N.º      | Título                                                                    | Duración |  |
| 1.       | «Breaking Out All Over» (Althea King, Jackson)                            | 5:02     |  |
| 2.       | «Don't Want Nobody To Come Between Us» (Jackson, Reddick, Stephen Bowden) | 4:20     |  |
| 3.       | «Let Me Make Love to You»                                                 | 5:53     |  |
| 4.       | «Fish Ain't Bitin»                                                        | 4:21     |  |

| Lado dos |                                 |          |  |
| N.º      | Título                          | Duración |  |
| 1.       | «Interlude» (Jackson)           | 1:29     |  |
| 2.       | «Trying to Hold on to My Woman» | 6:37     |  |
| 3.       | «Take Off Your Make Up»         | 5:07     |  |
| 4.       | «Out Here on My Own»            | 4:53     |  |

## Créditos y personal
Créditos adaptados desde las notas de álbum de Out Here on My Own.
Músicos
- McKinley Jackson, Ernest Vantrease – piano
- Tony Newton, Ray Parker, Ronald Brown – bajo eléctrico
- Zachary Slater, Edward Greene, Zachary Frazier – batería
- Ray Parker, Greg Poreé – guitarras
- Arthur Maebe, Vincent DeRosa, David Duke – corno francés
- Bud Brisbois, Warren Roché, Oscar Brashear, Oliver Mitchell – trompeta
- John Kelson, John Daversa, Jules Jacob, Ernest Watts, Anthony Ortega, Fred Jackson, Ernest Green – saxofón, flauta, oboe
- George Bohannon – trombón
- King Errison – percusión
- Carolyn Willis, Maxine Willard, Julia Tillman, Oran Waters, Joseph Green, Jesse Kirkland  – voces
- Sidney Sharp, Jack Shulman, Paul Shure, Spiro Stamos, Israel Baker, Gerald Vinci, Henry Roth, Tibor Zelig, William Kurasch, Harry Bluestone, Leonard Malarsky, James Getzoff, Stanley Plummer, Henry Ferber, Jay Rosen, Nathan Ross – violín
- Milton Thomas, Allan Harshman, Philip Goldberg, Harry Hyams – viola
- Douglas Davis, Gloria Strassner, Jesse Ehrlich, Joseph Ditullio, Christine Ermacoff – violonchelo
- Gayle Levant, Stella Castellucci – armónica

Personal técnico
- McKinley Jackson – productor
- Phil Cross – masterización
- Barney Perkins – ingeniero de audio
- Reginald Dozier – ingeniero de audio
- Olivia Page – contratista
- Chris Callis – fotografía

## Posicionamiento

### Gráfica semanal
| Gráfica (1974)                            | Pico de posición |
| ----------------------------------------- | ---------------- |
| Estados Unidos (Billboard Top LPs & Tape) | 136              |
| Estados Unidos (Billboard Soul LPs)       | 11               |

### Gráfica de fin de año
| Gráfica (1974)                      | Pico de posición |
| ----------------------------------- | ---------------- |
| Estados Unidos (Billboard Soul LPs) | 45               |